# 小行星23949
小行星23949（23949 Dazapata）是一颗绕太阳运转的小行星，为主小行星带小行星。该小行星于1998年10月发现。

## 轨道参数
小行星23949的轨道半长轴为449 013 524 km，3.0014273 UA，离心率为0.100。